# Résidence universitaire de Toulouse-Rangueil
La Résidence universitaire de Toulouse-Rangueil est l'un des premiers établissement de logement étudiant en France, dans la banlieue de Toulouse, située à six kilomètres du centre-ville, qui date des années 1960. Les pouvoirs publics ont décidé de l'implanter sur le campus dit de « Rangueil », qui héberge les facultés de Sciences de Toulouse, à proximité des terrains de sport, du Canal du Midi et de la ligne B du métro toulousain qui voit plus tard le jour.

## Histoire

### La conception et la construction
À la résidence universitaire de Toulouse-Rangueil, un ensemble de 1 935 chambres, financé par l’État, fut mis en place comprenant quatre bâtiments construits à des époques différentes:
- Trois bâtiments en étoile furent construits entre 1965 et 1967, avec respectivement 564, 570 et 613 chambres sur six niveaux;
- Un bâtiment rectangulaire de 187 chambres fut ouvert en 1966[1].

L'ensemble résidentiel comprend 2 000 chambres (1 200 pour les étudiants et 800 pour les étudiantes). Les architectes désignés pour finaliser le projet, René Egger et Ernest Chabanne ont conçu un schéma en trois tripodes. Chacun de ces tripodes est constitué de trois corps de bâtiments de 200 chambres rayonnant à partir d’un hall central, qui jouxte un appartement du concierge, chargé de veiller aux entrées et sorties. Chacun des tripodes comporte aussi trois foyers de cinquante places et une quinzaine de salles de travail aux différents étages.

### Mai 68
Le mouvement s'est généralisé en février 68. Les étudiants ont manifesté le 14 février, jour de la Saint-Valentin, sur la quasi-totalité des campus, où les garçons ont symboliquement envahi les pavillons des filles.

### Le mouvement étudiant de 1976
En 1976, la grève de trois mois contre la réforme du deuxième cycle universitaire, dite "Plan Saunier-Seité", menée par les syndicats mais aussi la coordination nationale commença sur le campus de Toulouse Rangueil à l'initiative de la LCR et de l'UNEF, bien implantés à la résidence universitaire,avant de se propager à l'université de Toulouse Le Mirail, puis autres villes.

### La création de Radio-Campus
Au début des années 1980, l'Association des résidents universitaires de Rangueil (ARUR) a participé avec d'autres association de résidents universitaires de la ville de Toulouse à la création d'une des premières radios-libres étudiantes, baptisée Radio campus Toulouse.